# 南京馬拉松
南京馬拉松是由中国田径协会、江苏省体育局、南京市人民政府共同举办，南京市体育局承办的马拉松赛事，这是继南京青奥会后南京举办的又一项大型体育赛事。

## 历史

### 2015年
首届比赛的报名日期为2015年10月16日到10月24日，11月29日上午08：30在南京奥体中心举行，路线途径秦淮河、明城墙和长江，涵盖了全程马拉松、半程马拉松、迷你健身跑(5公里)三个项目，本次赛事的口号为“十朝都会古金陵，乐跑活力新南京”，本届总奖金为15.52万美元，南京银行为主赞助商，其中全程赛男、女冠军分别奖励4万美元；参赛人数共计1.6万人，其中全程马拉松项目2000人，半程马拉松项目4000人，迷你健身跑项目1万人。肯尼亚的KIPTANUI以2小时11分44秒，埃塞俄比亚的TUFA以2小时24分钟37秒分获全程男、女组冠军。

### 2016年
2016年参予人数达2.1万人，本届比赛报道非洲选手被曝跑错路。蒙古国选手获得本次南京马拉松男子全程冠军，成绩是2小时31分37秒。

### 2017年
2017年参予人数达2.8万人，10月15日上午7点30分在南京奥体中心东门鸣枪开跑，本次南京马拉松男子全程冠军是肯尼亚籍选手，成绩是2小时20分27秒。

### 2018年
2018年参予人数达2.8万人，11月4日上午7点30分在南京奥体中心开跑。本届为鼓励中国籍选手参赛，主办单位特别增设「中国籍选手破纪录奖」，凡参予南马全程项目的中国籍选手，只要打破中国马拉松平台公布的2014年到2017年的纪录，将会获得2万元奖金。

### 2019年
2019年参予人数达2.8万人。

### 2020年
因新冠肺炎疫情影响，参赛人数只有1万人。11月29日上午7点30分在南京奥体中心开跑。